# I Simpson
I Simpson (The Simpsons) è una serie animata statunitense ideata da Matt Groening nel 1987 per Fox Broadcasting Company.
La serie è una parodia satirica della società e dello stile di vita statunitense, impersonati dalla famiglia Simpson, protagonista dell'opera, composta da Homer e Marge e dai loro tre figli Bart, Lisa e Maggie. Ambientato in una cittadina statunitense chiamata Springfield, il cartone tratta in chiave umoristica molti aspetti della condizione umana, tra cui la cultura statunitense, la società, la famiglia e la stessa televisione. L'idea della famiglia Simpson venne applicata da Groening e James L. Brooks nel 1987, in occasione dei corti animati di un minuto da mandare in onda durante il Tracey Ullman Show. La loro prima apparizione nel talk show avvenne il 19 aprile dello stesso anno. Da quel momento, fino al 1989, andarono in onda durante gli intermezzi pubblicitari dello show, ottenendo un buon successo di pubblico. La serie debuttò in prima serata, sotto forma di episodi di mezz'ora, il 17 dicembre 1989.
I Simpson sono subito diventati uno show di punta della 20th Century Studios e nel corso degli anni hanno vinto numerosi e importanti premi televisivi. Il numero del magazine Time del 31 dicembre 1999 lo ha acclamato come "miglior serie televisiva del secolo", mentre il 14 gennaio 2000 lo show ha ottenuto una stella nella Hollywood Walk of Fame. Ad oggi è la più longeva sitcom e serie animata statunitense mai trasmessa. I Simpson hanno inoltre influenzato diverse altre serie animate per adulti prodotte dalla metà degli anni novanta in poi. Nel 2002 la rivista TV Guide ha classificato I Simpson all'8º posto tra i migliori 50 spettacoli televisivi di tutti i tempi, miglior posizione tra le serie animate. Nel 2007 ne è stato tratto un lungometraggio, intitolato I Simpson - Il film, uscito nelle sale cinematografiche il 27 luglio dello stesso anno negli Stati Uniti e il 14 settembre seguente in Italia.
In Italia lo show è trasmesso in chiaro dalle emittenti Mediaset, che detiene i diritti e ne doppia gli episodi, e precedentemente dai canali satellitari di Fox Networks Group Italy. Dalla prima fino ad alcuni episodi della settima stagione sono stati trasmessi su Canale 5 ogni martedì alle 22:30 dal 1º ottobre 1991 al 18 agosto 1996 e in seguito dal lunedì al venerdi alle 15:30, mentre dai restanti episodi della settima stagione fino alle stagioni attualmente in corso la trasmissione si è spostata su Italia 1. Dal 2003 al 2014 sono trasmessi su Fox e dal 2014 al 2019 anche su Fox Animation. Dal suo debutto ad oggi sono stati mandati in onda quasi 800 episodi raccolti in oltre 30 stagioni.
Il 6 febbraio 2019 la Fox Broadcasting Company ha rinnovato la serie per la 31ª e la 32ª stagione. Dal 12 novembre 2019 la serie viene trasmessa anche su Disney+, il servizio streaming della Walt Disney Company, mentre in Italia viene trasmessa sulla piattaforma dal 24 marzo 2020. Il 3 marzo 2021 Fox rinnova la serie per la 33ª e la 34ª stagione. Successivamente, il 27 gennaio 2023, la serie è rinnovata per altre due stagioni, la 35ª e la 36ª. Il 3 aprile 2025, i produttori della serie annunciano quattro ulteriori stagioni della serie, fino alla 40ª.

## Trama
La serie è incentrata sulla famiglia Simpson, composta da Homer, che incarna lo stereotipo dell'americano di classe media, pigro e pasticcione, ma capace di scatti di coraggio ed umanità; dalla moglie Marge, molto gentile e premurosa nei confronti della famiglia; e dai figli Bart, il classico combinaguai disobbediente; Lisa, intelligente e saputella; e la piccola Maggie, che non fa altro che tenere il ciuccio. Essi vivono insieme a Springfield, città americana fittizia nella sua costituzione e planimetria al fine di confondere le idee su quale Springfield sia, con tutti i loro numerosi amici e parenti che appaiono spesso nella serie.

## Episodi

### Stagioni
| Codice | Stagione                   | Episodi | Prima TV Stati Uniti | Prima TV Italia      |
| ------ | -------------------------- | ------- | -------------------- | -------------------- |
| MG     | Cortometraggi              | 48      | 1987-1989            | inediti              |
| 7G     | Prima stagione             | 13      | 1989-1990            | 1991                 |
| 7F     | Seconda stagione           | 22      | 1990-1991            | 1991-1993            |
| 8F     | Terza stagione             | 24      | 1991-1992            | 1993-1994            |
| 9F     | Quarta stagione            | 22      | 1992-1993            | 1994, 1997           |
| 1F     | Quinta stagione            | 22      | 1993-1994            | 1994-1995            |
| 2F     | Sesta stagione             | 25      | 1994-1995            | 1995-1996, 1998-1999 |
| 3F     | Settima stagione           | 25      | 1995-1996            | 1996, 1998           |
| 4F     | Ottava stagione            | 25      | 1996-1997            | 1998-1999            |
| 5F     | Nona stagione              | 25      | 1997-1998            | 1998-1999            |
| AABF   | Decima stagione            | 23      | 1998-1999            | 1999                 |
| BABF   | Undicesima stagione        | 22      | 1999-2000            | 2000                 |
| CABF   | Dodicesima stagione        | 21      | 2000-2001            | 2001                 |
| DABF   | Tredicesima stagione       | 22      | 2001-2002            | 2003-2004            |
| EABF   | Quattordicesima stagione   | 22      | 2002-2003            | 2004-2005            |
| FABF   | Quindicesima stagione      | 22      | 2003-2004            | 2005                 |
| GABF   | Sedicesima stagione        | 21      | 2004-2005            | 2005-2007            |
| HABF   | Diciassettesima stagione   | 22      | 2005-2006            | 2006-2007            |
| JABF   | Diciottesima stagione      | 22      | 2006-2007            | 2007-2009            |
| KABF   | Diciannovesima stagione    | 20      | 2007-2008            | 2008-2009            |
| LABF   | Ventesima stagione         | 21      | 2008-2009            | 2010                 |
| MABF   | Ventunesima stagione       | 23      | 2009-2010            | 2010                 |
| NABF   | Ventiduesima stagione      | 22      | 2010-2011            | 2012                 |
| PABF   | Ventitreesima stagione     | 22      | 2011-2012            | 2012-2013            |
| RABF   | Ventiquattresima stagione  | 22      | 2012-2013            | 2014                 |
| SABF   | Venticinquesima stagione   | 22      | 2013-2014            | 2014                 |
| TABF   | Ventiseiesima stagione     | 22      | 2014-2015            | 2015                 |
| VABF   | Ventisettesima stagione    | 22      | 2015-2016            | 2016                 |
| WABF   | Ventottesima stagione      | 22      | 2016-2017            | 2017                 |
| XABF   | Ventinovesima stagione     | 21      | 2017-2018            | 2018, 2020-2021      |
| YABF   | Trentesima stagione        | 23      | 2018-2019            | 2019                 |
| ZABF   | Trentunesima stagione      | 22      | 2019-2020            | 2020-2021            |
| QABF   | Trentaduesima stagione     | 22      | 2020-2021            | 2021                 |
| UABF   | Trentatreesima stagione    | 22      | 2021-2022            | 2022                 |
| OABF   | Trentaquattresima stagione | 22      | 2022-2023            | 2023                 |
| 35ABF  | Trentacinquesima stagione  | 18      | 2023-2024            | 2024                 |
| 36ABF  | Trentaseiesima stagione    | 22      | 2024-2025            | 2025                 |

### Speciale
| Nº | Titolo                                             | Prima TV originale | Prima TV italiana |
| -- | -------------------------------------------------- | ------------------ | ----------------- |
| 1  | Springfield of Dreams: The Legend of Homer Simpson | 22 ottobre 2017    | Inedito           |

## Lungometraggio

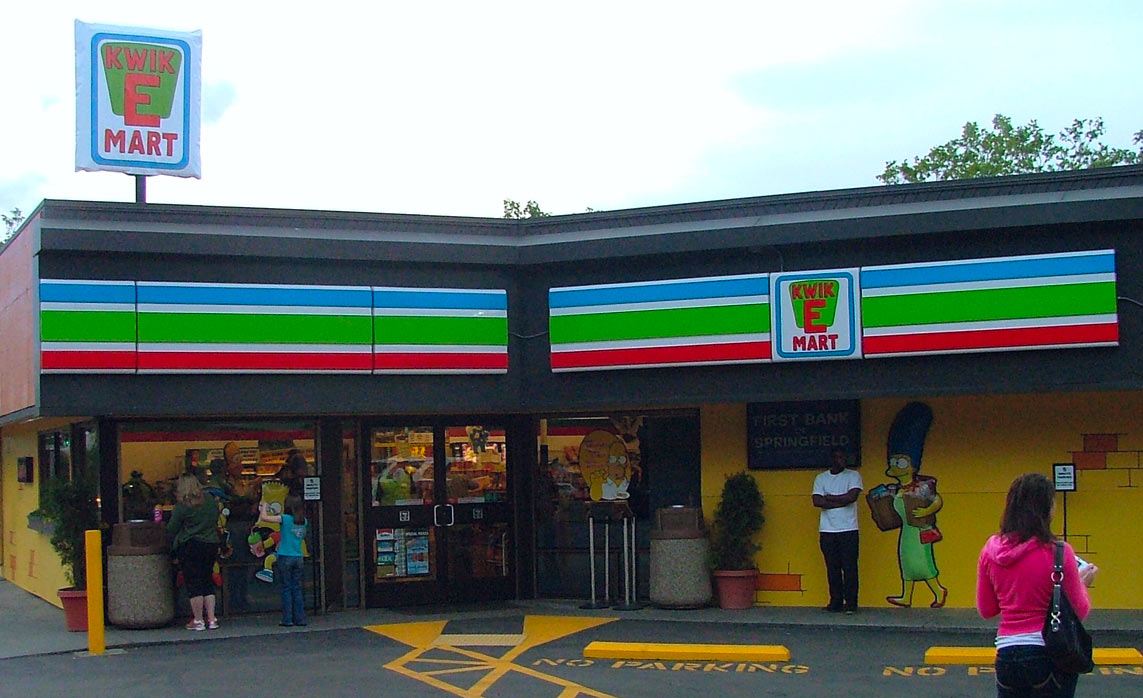
Un negozio della catena 7-Eleven di Seattle tramutato in Jet Market come parte della promozione statunitense de I Simpson - Il film

Un film basato sulla serie, I Simpson - Il film è uscito tra il 25 e il 27 luglio 2007 in quasi tutto il mondo, mentre in Italia l'uscita è stata posticipata al 14 settembre dello stesso anno. Il lungometraggio, diretto dal produttore della serie David Silverman, è stato scritto dal gruppo di sceneggiatori della serie tv e dai creatori dello show, Groening e Brooks. La produzione del lungometraggio è avvenuta durante la lavorazione della serie televisiva, nonostante le affermazioni degli addetti ai lavori secondo cui il film sarebbe stato realizzato solo alla fine della messa in onda in tv.
Brooks ha affermato che in origine la trama dell'episodio Kampeggio Krusty (primo episodio della quarta stagione) sarebbe dovuta sfociare in un film, ma i problemi riscontrati nella realizzazione della sceneggiatura hanno ostacolato il progetto. Varie difficoltà, come la mancanza di una sceneggiatura adeguata ad un film, sono state la causa della posticipazione del progetto.
Attraverso un concorso indetto dalla Fox Network e dal quotidiano USA Today, la première mondiale del film è avvenuta nella Springfield del Vermont. Negli Stati Uniti d'America, il film ha incassato nella prima settimana di programmazione un totale di 74 milioni di dollari statunitensi. Inoltre, I Simpson - Il film ha sorpassato Mission Impossible II al primo posto nella classifica dei film di maggior successo tratti da una serie televisiva. Fuori dagli Stati Uniti d'America, il film ha incassato nella prima settimana di programmazione 96 milioni di dollari; in particolare, 27,8 di questi solo nel Regno Unito. In Italia, il film ha debuttato il 14 settembre al primo posto della classifica del box office con 5.900.000 € incassati nella prima settimana di programmazione. I Simpson – Il film ha occupato la prima posizione per altre due settimane, ed è uscito dalla top ten degli incassi dopo sei settimane. Al 12 dicembre 2007, il film ha incassato oltre 16.200.000 € in Italia, ed oltre 525.500.000 $ in tutto il mondo, di cui 183.000.000 $ in patria.
Il primo episodio della 19ª stagione dei Simpson si apre con una sorta di sequel al film, con la città di Springfield, distrutta e in fase di ricostruzione, Bart che scrive alla lavagna Non aspetterò altri venti anni per fare un film, con i 5 protagonisti che ritornano alla loro casa in fase di ricostruzione e quando si recano in sala sul divano trovano il maiale di Homer e in sottofondo si sente la canzone Spider-Man Theme Song. Ma riguardo a un seguito per il cinema, Matt Groening ha dichiarato di essere certo della sua futura realizzazione, ma di non avere nessuna indicazione sui tempi necessari per realizzarlo e viste le tempistiche decennali con cui si è svolta la produzione concomitante con lo sviluppo degli episodi televisivi, i lavori per un seguito dovrebbero partire una volta conclusosi il ciclo della serie televisiva.

## Cortometraggi
| Titolo                                                     | Prima TV originale | TV première      | Prima TV italiana | Durata |
| ---------------------------------------------------------- | ------------------ | ---------------- | ----------------- | ------ |
| The Longest Daycare                                        | 13 luglio 2012     | 17 febbraio 2013 | 29 maggio 2020    | 4:52   |
| Playdate with Destiny                                      | 29 febbraio 2020   | 6 marzo 2020     | 10 aprile 2020    | 5:00   |
| Il risveglio della Forza dopo il riposino                  | 4 maggio 2021      | 4 maggio 2021    | 4 maggio 2021     | 3:00   |
| The good, The Bart And The Loki                            | 7 luglio 2021      | 7 luglio 2021    | 7 luglio 2021     | 4:33   |
| The Simpsons Balenciaga                                    | 2 ottobre 2021     | 2 ottobre 2021   | 2 ottobre 2021    | 10:00  |
| I Simpson in Plusaversary                                  | 12 novembre 2021   | 12 novembre 2021 | 12 novembre 2021  | 5:00   |
| Te Deseo Lo Mejor                                          | 24 dicembre 2021   | 24 dicembre 2021 | 24 dicembre 2021  | 2:58   |
| Lisa, ti presento Billie                                   | 22 aprile 2022     | 22 aprile 2022   | 22 aprile 2022    | 3:00   |
| Welcome to the Club                                        | 8 settembre 2022   | 8 settembre 2022 | 8 settembre 2022  | 5:00   |
| "Feliz Navidad"- I Simpson incontrano i Bocelli            | 15 dicembre 2022   | 15 dicembre 2022 | 15 dicembre 2022  | 3:00   |
| Maggie Simpson e il ritorno nella galassia lontana lontana | 4 maggio 2023      | 4 maggio 2023    | 4 maggio 2023     | 3:00   |
| Che la mamma sia con te                                    | 10 maggio 2024     | 10 maggio 2024   | 10 maggio 2024    | 5:00   |
| The Most Wonderful Time of the Year                        | 11 ottobre 2024    | 11 ottobre 2024  | 11 ottobre 2024   | 3:00   |

Nelle sale cinematografiche internazionali, prima della proiezione del film L'era glaciale 4 - Continenti alla deriva, avvenuta negli USA il 13 luglio 2012 e in Italia il 28 settembre, è stato proiettato un cortometraggio della durata di 4 minuti diretto sempre da David Silverman ed intitolato The Longest Daycare. Il corto, in 3D, ha per protagonista assoluta la piccola Maggie che, dopo essere stata bollata come "nulla di speciale" in seguito all'esame di un body scanner che prevede il futuro dei bambini, viene lasciata a se stessa in un'area isolata dell'asilo.
Playdate with Destiny è stato annunciato per la prima volta su Instagram il 27 febbraio 2020, il cortometraggio è stato proiettato nelle sale degli Stati Uniti prima delle proiezioni del film Onward - Oltre la magia, a partire dal 6 marzo 2020. L'acquisizione della Disney di Fox si riflette nell'introduzione del cortometraggio che mostra una sagoma di Topolino prima di passare a Homer Simpson con in mano due ciambelle, allo stesso modo il logo di Gracie Films visto alla fine del corto sostituisce un cliente con Topolino.

## Personaggi e doppiatori

### Personaggi principali

Da sinistra a destra: Marge, Lisa, Bart, Maggie e Homer nella sigla di testa

- Homer Simpson: padre della famiglia, è ispettore alla sicurezza della centrale nucleare di Springfield; adora strafogarsi di cibo, soprattutto ciambelle e costolette di maiale, e bere birra Duff. Ama guardare la TV e passa molto tempo al bar di Boe Szyslak con gli amici Barney Gumble, Lenny Leonard e Carl Carlson. Sue frasi caratteristiche sono «D'oh!», «Mi-ti-co!», la risata «deh-hi-hi-oh» e «Brutto bacarospo (o bagarospo)[44]» (quest'ultima pronunciata quando strangola il figlio Bart).
Doppiato da Dan Castellaneta (inglese), Tonino Accolla (italiano st. 1-23), Massimo Lopez (italiano st. 24-in corso)
- Marge Bouvier-Simpson: è la madre ed è il ritratto della tipica madre e casalinga statunitense: iperprotettiva nei confronti dei figli, è dotata di una spiccata "moralità". Si fa coinvolgere nelle stramberie di Homer, ma alla fine riesce sempre a tenere unita la famiglia. Nella puntata della 21ª stagione, Il colore giallo rivela di essere di origine francese da parte del padre.
Doppiata da Julie Kavner (inglese), Liù Bosisio (italiano st. 1-22), Sonia Scotti (italiano st. 23-in corso)
- Bart Simpson: è il figlio di 10 anni primogenito, furbo e insofferente alle regole: ama lo skateboard e la TV. La sua attività preferita è combinare scherzi insieme al suo amico Milhouse Van Houten, soprattutto ai danni del barista Boe Szyslak (spesso vittima dei suoi scherzi telefonici) e del preside della sua scuola Seymour Skinner. Ha un buon cuore, e nonostante ne sia eterno rivale, dimostra di voler bene alla sorella in più occasioni. La sua frase caratteristica è «Ciucciati il calzino» (in inglese «Eat my shorts»). Il suo idolo è Krusty il Clown.
Doppiato da Nancy Cartwright (inglese), Ilaria Stagni (italiano st. 1-22), Francesca Guadagno (solo E con Maggie sono tre e La cometa di Bart), Gaia Bolognesi (italiano st. 23-in corso)
- Lisa Simpson: è la seconda figlia di 8 anni, con un altissimo quoziente d'intelligenza (nell'episodio Intelligente & SUPER-intelligente si scopre che equivale a 159), vegetariana, buddhista, intellettuale, ambientalista, femminista, sensibile e anticonformista si ritrova spesso coinvolta nell'attivismo progressista. È spesso vittima degli scherzi del fratello maggiore, che però si scusa quando esagera, dimostrando che le vuole bene. La sua passione è suonare il sassofono.
Doppiata da Yeardley Smith (inglese), Monica Ward (italiano)
- Maggie Simpson: è la figlia neonata. La sua unica attività è succhiare un ciuccio. Non riesce a camminare, ed ogni volta che ci prova cade in avanti; spesso viene dimenticata davanti al piccolo schermo. Non si è mai sentita la sua voce, tranne in estemporanee eccezioni: nella puntata La prima parola di Lisa, nella quale Maggie dice «papà»; in Bart sfida la Festa del Ringraziamento dove Maggie accusa Bart in un'immaginazione di quest'ultimo (gli dice «È colpa tua se non riesco a parlare!»); in Arrivando in Homerica, dove parla in norvegese e ne I Simpson - Il film, dove nei titoli di coda dice «Continua». Maggie molte volte si rivela una neonata piena di intelletto ed anche molto astuta, con un buon senso di responsabilità. Nell'episodio Intelligente & SUPER-intelligente si scopre che ha un quoziente d'intelligenza superiore a quello di Lisa (167), anche se in realtà si scoprirà che è la stessa Lisa a suggerirle le risposte.
Doppiata da Elizabeth Taylor nell'episodio La prima parola di Lisa e da Jodie Foster nell'episodio Quattro grandi donne e manicure), in italiano da Monica Ward nella maggior parte delle volte e da Laura Boccanera (italiano, Quattro grandi donne e manicure).

La famiglia ha anche due animali, i cui versi sono interpretati da Frank Welker:
- Piccolo Aiutante di Babbo Natale, il cane.
- Palla di Neve II, il gatto.

Nonostante il fatto che passino gli anni e in vari episodi siano stati trattati compleanni, i personaggi della serie non invecchiano. Lisa ha compiuto 8 anni in due episodi diversi. Pochi sono i morti durante la serie, e ciò è avvenuto tanto in circostanze tragicomiche (è il caso di Maude Flanders, la moglie di Ned), quanto più semplicemente in occasione di una grave malattia. Molti personaggi sono stati invece soggetti a resurrezione, come Hans Uomo Talpa e Marvin Monroe.
Altri co-protagonisti dello show, invece, non sono più comparsi nel corso degli anni, generalmente a causa della morte del doppiatore originale: l'esempio più famoso è rappresentato dai personaggi di Lionel Hutz e Troy McClure, eliminati dopo la tragica morte di Phil Hartman nel 1998, e, nel 2013, Edna Caprapall eliminata dopo la morte di Marcia Wallace.
Attualmente gli unici doppiatori italiani rimasti attivi, mai sostituiti, sin dalla prima stagione sono: Monica Ward per Lisa Simpson, Sandro Iovino per Montgomery Burns, Fabrizio Mazzotta per Krusty il Clown, Manfredi Aliquò per Apu e Davide Lepore per Milhouse.

### Personaggi secondari
Oltre ai membri della famiglia Simpson, sono presenti una serie di strambi personaggi, alcuni dei quali competono in popolarità con i protagonisti. Originariamente, molti di questi personaggi erano pensati per un'unica apparizione, ma diversi sono riusciti ad ottenere maggiore spazio e spesso sono divenuti protagonisti di molti episodi. Nell'edizione italiana, molti personaggi secondari parlano varianti regionali dell'italiano, fra cui siciliano, campano, calabrese, veneto, sardo e pugliese.

### Guest star
Molti episodi della serie sono doppiati da guest star che danno voce o a personaggi fittizi o a loro trasposizioni animate. Alcuni di questi doppiatori possono essere considerati come parte del cast principale, avendo da anni un ruolo fisso nello spettacolo come avviene per Kelsey Grammer (Telespalla Bob), Joe Mantegna (Tony Ciccione), Kerry Washington (Rayshelle Peyton) e Phil Hartman (Lionel Hutz e Troy McClure).
Decine sono comunque le celebrità che hanno contribuito al doppiaggio originale almeno in un episodio. Anche nel doppiaggio italiano hanno spesso collaborato personaggi noti, che, a differenza della versione originale, hanno alle volte prestato la propria voce a personaggi già presenti nel cast della serie da diversi anni (ad esempio, Paolo Bonolis ha doppiato in un'unica occasione Lionel Hutz, Valeria Marini ha doppiato Mindy Simmons, Luciana Littizzetto la giudice Grazia Negata, Mike Bongiorno ha doppiato Babbo Natale in uno speciale natalizio, Francesco Totti e Ilary Blasi hanno doppiato un campione di baseball e la bella moglie, riferimento alla vita reale).
La serie attualmente detiene il Guinness dei primati per "Più celebrità partecipanti ad una serie animata".

## Produzione

### Ideazione e sviluppo

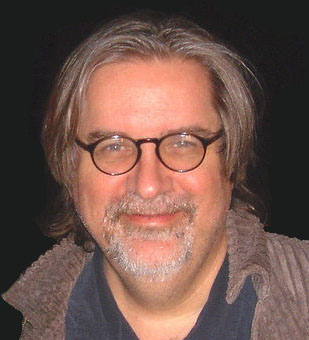
Matt Groening, creatore di Life in Hell, Futurama e Disincanto

Matt Groening concepì la famiglia Simpson con l'aiuto di James L. Brooks. All'inizio Groening pensò ad un adattamento televisivo della sua striscia a fumetti Life in Hell, ma quando si rese conto che ciò avrebbe comportato la rescissione dei diritti di pubblicazione per quest'ultima opera, decise di prendere un'altra strada. Ebbe l'idea di delineare come protagonista dei corti la sua versione di una famiglia disfunzionale, e diede ai personaggi lo stesso nome di quello dei suoi familiari, tranne Bart (che è un anagramma di Brat, che significa "monello").
Nelle intenzioni di Groening, lo show avrebbe dovuto rappresentare una novità fin dalla prima apparizione. La scelta del colore giallo come colore della pelle dei personaggi animati ne è un esempio. Matt Selman, sceneggiatore della serie fin dai primi anni, ha affermato in un'intervista che «l'idea è stata di Matt Groening. Voleva che una volta accesi i televisori, il pubblico pensasse che il colore giallo fosse legato ad un problema tecnico. Si sarebbe domandato «Oh, perché sono gialli?» ed avrebbe provato a sintonizzare il canale senza peraltro riuscirci, perché il giallo era reale. Era un tentativo innovativo per far cadere in inganno i telespettatori; è una cosa che facciamo spesso nel mondo dello spettacolo». Groening ha avallato e allo stesso tempo smentito questa versione dei fatti nel corso degli anni e sembrerebbe invece che la scelta del pigmento sia da attribuirsi a Gyorgyi Peluce, una colorista in forze allo studio Klasky Csupo che animò lo show nelle prime stagioni.
La famiglia Simpson fece il suo debutto nel The Tracey Ullman Show, come protagonista di cortometraggi animati, con Good Night, che andò in onda il 19 aprile 1987. La famiglia era rozzamente disegnata, poiché Groening aveva sottoposto schizzi di base agli animatori, supponendo che li avrebbero "puliti"; invece semplicemente ricalcarono i suoi disegni.
Nel 1989, I Simpson furono adattati in una serie di mezz'ora per la Fox Network da una squadra di compagnie produttrici, inclusa l'attuale Klasky Csupo. Siccome la Fox era da poco nata e quindi alle prime armi, Brooks ottenne un'inusuale clausola contrattuale dall'emittente, la quale assicurava che non avrebbe interferito col processo creativo dello show. Groening ha affermato che l'obiettivo chiave dello show era «offrire un'alternativa al pubblico, e mostrare a loro che c'è qualcos'altro oltre alla spazzatura mainstream che gli viene presentato come l'unica scelta».

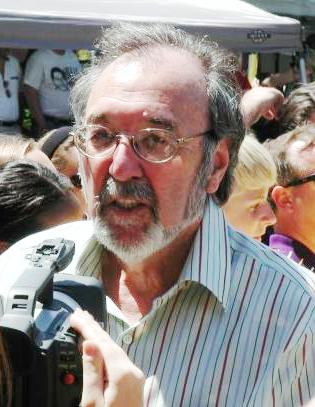
James L. Brooks, produttore esecutivo della serie

La Fox era riluttante a trasmettere la serie, in quanto non credeva potesse reggere la durata di un normale episodio di venti minuti-mezz'ora. Proposero agli autori di produrre tre corti da sette minuti ciascuno e quattro speciali, per vedere le reazioni del pubblico e farli abituare alla lunghezza dello show (anche se il vero problema, secondo gli ideatori, era quello di rendere plausibili e ben voluti dei personaggi così grotteschi). Alla fine, però, vista l'insistenza degli ideatori, la Fox ordinò tredici episodi dalla durata di trenta minuti. Il primo episodio della serie vera e propria fu Un Natale da cani, scelto in un confronto con quello che alla fine fu l'ultimo episodio della prima stagione, Sola, senza amore. Quest'ultimo episodio fu il finale di stagione poiché gli animatori lo dovettero ridisegnare, avendo visto la stessa povera qualità del disegno con cui Groening aveva realizzato i corti.
I Simpson furono la prima serie televisiva della Fox Network ad apparire nella top 30 degli show più visti, nella stagione 1989-90. Il successo dello show convinse la Fox che si poteva cambiare l'orario di messa in onda dello show, in modo da competere in audience con I Robinson, una mossa che si rivelò fallimentare. Tracey Ullman, intanto, aveva intentato una causa legale, affermando che il suo show era la fonte del successo de I Simpson e richiedendo perciò una parte dei guadagni provenienti dai corti. Alla fine, fu la Fox Network a vincere la causa.
Lo show fu anche coinvolto in più polemiche a causa della personalità di Homer Simpson - un marito alcolizzato, irresponsabile e pigro che scatenò la "Sindrome di Homer Simpson" che influenzò molti giovani che portarono molti psicologi e dottori a sostenere che Homer era un cattivo esempio per i giovani, e Bart Simpson – un ribelle ai dettami familiari da cui frequentemente scappava senza alcuna punizione – che spinse alcune associazioni di genitori e portavoce "conservatrici" a sostenere che Bart fosse un pessimo modello per i bambini. George H. W. Bush, all'epoca presidente degli Stati Uniti, accusò: «stiamo provando a rafforzare la famiglia americana, in modo da farla assomigliare di più ai Waltons e di meno ai Simpson».
Le t-shirt dei Simpson, così come altro merchandise, furono bandite da diverse scuole pubbliche in diverse zone degli Stati Uniti. Ciò nonostante, le vendite mondiali arrivarono, in soli 14 mesi, a 2 miliardi di dollari statunitensi di ricavo.

### Temi
La struttura di base de I Simpson è organizzata come quasi una normale sitcom. In teoria, è solo una serie narrante la vita di una tipica famiglia americana e di tutti i loro amici in una tipica cittadina americana. In realtà, l'obiettivo comico dello show è maggiore di quello di una qualunque sitcom. La città di Springfield è un complesso microcosmo in cui sono affrontati tutti i temi della società moderna. Il fatto che Homer lavori in una centrale nucleare, può essere sfruttato per fare satira su questioni di carattere ambientale. Le giornate che Bart e Lisa passano alla scuola elementare di Springfield possono essere fonte di ispirazione per una satira sul sistema scolastico pubblico statunitense. Rilevante è l'universo dei media locali come televisioni e radio, da cui prende spunto la presa in giro dell'industria dell'intrattenimento e dello showbiz.
Alcuni critici sostengono che lo show assume connotati politici con una propensione – che viene espressa attraverso la satira – a idee progressiste, anche se nel tempo in più occasioni sono state prese di mira entrambe le parti del panorama politico americano. La serie irride l'abuso di potere che il governo e le grandi industrie hanno sulla gente comune: i politici sono corrotti, i media sono asserviti al potere e fanno cattiva informazione, il reverendo Timothy Lovejoy è indifferente verso i suoi fedeli; e la polizia locale, in particolare il commissario Clancy Winchester, è totalmente incapace e inefficiente. Anche la religione è un tema ricorrente: nei momenti di crisi, la famiglia si rivolge a Dio, che in alcune puntate è rappresentato come un uomo enorme dalla lunga barba bianca, di cui non si vede il volto. Dio è inoltre l'unico personaggio della serie animata ad essere raffigurato con le 5 dita, sia delle mani che dei piedi; infatti, tutti gli abitanti di Springfield ne presentano solo quattro.
Le trame di più episodi si concentrano su un particolare personaggio, o sulla relazione tra due. Nei casi più comuni, le trame di fondo riguardano Homer che ottiene un nuovo lavoro o che prova a diventare ricco velocemente; Marge che cerca di fuggire dalla monotonia del ruolo di casalinga, cercando anch'essa lavoro o dedicandosi a un hobby; Bart che causa un grave danno o problema e cerca di risolverlo, nascondendolo o ignorandolo interamente; Lisa che cerca di difendere o appoggiare una causa o un ente coinvolto nell'attivismo politico o ambientalista. Molti episodi si concentrano su personaggi minori, ma che coinvolgono anche la famiglia Simpson. Altri temi affrontati dalla serie sono le crisi fra Homer e Marge e i rapporti tra Bart e Lisa.

### Ambientazione

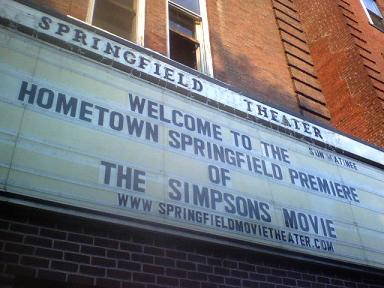
La pensilina reclamizzante la première mondiale de I Simpson - Il film affissa all'entrata dello "Springfield Theater" della Springfield del Vermont

La serie è ambientata a Springfield, cittadina situata in uno stato non meglio identificato: Nell'ultimo episodio dell'undicesima stagione, intitolato Dietro la risata, i Simpson sono descritti come "una ridente famiglia del Kentucky". Nell'episodio della decima stagione Lisa 10 e lode, il sovraintendente Chalmers afferma che la scuola elementare di Springfield era stata in passato nominata la più decadente del Missouri, aggiungendo però subito dopo come fosse stata spostata da là fino a Springfield. Invece nel film, Ned Flanders, mentre ammira il paesaggio attorno a Springfield insieme a Bart, afferma che la città è situata vicino ai confini con gli Stati dell'Ohio, del Nevada, del Maine e del Kentucky. Ma, mentre Ohio e Kentucky sono confinanti, Nevada e Maine si trovano da tutt'altra parte. In un altro episodio, nel quale Lisa ha una corrispondenza con un ragazzino di Rio de Janeiro, lui le fa notare che non le aveva mai scritto poiché non sapeva in che stato abitasse, lei gli risponde che bisogna "guardare gli indizi".
Groening ha dichiarato che Springfield ha molto in comune con Portland, città situata nell'Oregon in cui è cresciuto, mentre il nome Springfield è stato scelto, secondo Matt Groening, ispirandosi alla cittadina di Springfield in Oregon, distante 160 chilometri da Portland, sua città natale. La geografia di Springfield e delle sue vicinanze è particolarmente variabile, caratterizzata da zone costiere, deserti, vasti terreni agricoli, alte montagne, e qualunque cosa sia richiesta dalla sceneggiatura. Anche se la città è relativamente piccola, contiene tutti gli edifici che normalmente si trovano solo nelle grandi metropoli (come l'aeroporto internazionale).
Approfittando della presenza di molte città chiamate Springfield, la Fox e il quotidiano USA Today hanno indetto, nell'estate del 2007, una votazione nella quale si chiedeva di scegliere quale fra le tante Springfield fosse la più verosimile all'ambientazione della serie. Il concorso si è poi concluso con la vittoria della Springfield del Vermont, di 9 200 abitanti, che ha così ospitato la prima mondiale de I Simpson - Il film.

### Caratteristiche ricorrenti

#### Sequenza iniziale
Uno dei "marchi di fabbrica" de I Simpson è la sigla iniziale, caratterizzata da una serie di sequenze tutte collegate in cui compaiono i protagonisti, accompagnata dal tema musicale d'apertura composto da Danny Elfman.
Quasi ogni episodio si apre con il titolo e una carrellata che, partendo da un primo piano delle nuvole, mostra una vista aerea della città di Springfield e finisce fino alla finestra di un'aula al piano terra della scuola elementare, dove Bart è intento a scrivere frasi (diverse per ogni episodio) sulla lavagna per castigo, fino al suono della campanella delle 15:00, quando esce da scuola col suo skateboard.
Successivamente vengono introdotti gli altri componenti della famiglia. Homer esce dalla centrale nucleare non accorgendosi che una barra di plutonio verde fosforescente, sulla quale stava lavorando, rimbalza sull'incudine e gli finisce tra colletto e collo, per poi accorgersene mentre è alla guida della sua auto e la getta dal finestrino con noncuranza; Marge e Maggie escono dal supermercato con la spesa, dopo che Maggie è stata passata sul lettore di codici a barre della cassa facendo apparire il prezzo, 847,63 $, che nel 1989, secondo USDA, era il costo medio annuo per il mantenimento di un neonato negli Stati Uniti; Lisa improvvisa un assolo di sassofono che si stacca dal resto della banda scolastica, venendo cacciata dall'aula di musica dal professor Largo. Intanto Bart passa davanti ad una fermata del bus zigzagando con lo skate tra Helen Lovejoy, Apu Nahasapeemapetilon, Boe Szyslak, Barney Gumble, Timothy Lovejoy, Gengive Sanguinanti Murphy e Clancy Winchester. Mentre è sullo skate la barra di plutonio gettata poco prima dal padre finisce in un tombino accanto a lui. In origine era presente una scena in cui Bart rubava il cartello della fermata (facendo così perdere il bus ai passanti, che iniziano a rincorrerlo), ma è stata tagliata dalla seconda stagione in poi. Prima di tornare ai 5 componenti, viene fatta una carrellata velocissima su tutti i personaggi secondari.
Tutti i componenti della famiglia arrivano a casa quasi contemporaneamente: Homer parcheggia l'auto nel vialetto di casa, con Bart che ne colpisce il tettuccio atterrando dopo un ollie con lo skateboard; Lisa arriva con la bici, e voltando verso sinistra taglia la strada al padre mentre esce dall'auto, il quale la scansa emettendo il suo tipico D'oh!. Infine arriva Marge con Maggie in auto, rischiando di investire Homer che corre in garage urlando ed entra in casa dalla porta di servizio.
La sequenza termina con la famiglia che si raduna davanti al televisore sul divano del soggiorno. Il finale della sigla cambia per ogni puntata (con poche eccezioni). La sigla si ispira in parte alla sequenza iniziale de I Flintstones, i quali, in una delle molte varianti, sostituiscono la famiglia Simpson davanti alla televisione.
Dal decimo episodio della ventesima stagione intitolato Prendi la mia vita, per favore, andato in onda il 15 febbraio del 2009, la serie ha iniziato ad essere prodotta in alta definizione a 720p adottando un nuovo rapporto di 16:9 rispetto al classico 4:3, di conseguenza è stata creata una nuova sigla. Oltre a quelle dal punto di vista della definizione e della fluidità del movimento dei personaggi, sono presenti diverse differenze nelle varie scene, la cui successione rimane comunque fedele allo storyboard originale (anche se adattato ora al nuovo formato) con l'aggiunta di diversi dettagli o con l'ampliamento di alcune di esse, spesso con riferimenti al cambiamento dei personaggi nel corso degli anni. Per esempio, nella scena della fermata Apu è ora presente accompagnato dai suoi otto figli. Nella parte finale della sigla, inoltre, è stato rimosso un errore: infatti, nel primo fotogramma della sigla originale, in cui viene mostrato il garage dei Simpson, a destra della porta c'è una scopa, ma poco dopo (nella scena in cui Homer corre in casa) al suo posto compaiono misteriosamente due scatole. Inoltre cambia misteriosamente anche il colore della porta (che da rossa diventa marrone).
Nell'edizione italiana, fino alla stagione 23, Mediaset sostituiva il titolo The Simpsons con I Simpson. Dalla stagione 24 invece, anche nell'edizione italiana viene utilizzato il titolo inglese, in quanto sono state aggiunte delle gag nella title card, e la sua sostituzione ne comportava la perdita.

#### Sequenza di coda
La sequenza di coda maggiormente utilizzata mostra, su uno sfondo nero, i titoli di coda (doppiatori indicati con "Starring", e staff di produzione della serie) scritti in giallo con un font creato per l'occasione. Certi episodi però presentano una sigla di coda diversa creata per l'occasione: in diversi episodi infatti appaiono, in luogo della tradizionale schermata nera, delle gag aggiuntive con i personaggi del cartone più o meno lunghe, con sovrapposti i titoli di coda. Ancora, nell'episodio Cosa aspettarsi quando si vuole aspettare (stagione 24), i titoli di coda sono scritti in corsivo. Negli episodi di "La paura fa novanta" i titoli di coda sono scritti in carattere verde, e i nomi dello staff sono storpiati in maniera horror (es. Bat Groening al posto di Matt Groening).
Nell'edizione italiana vengono invece trasmessi i titoli di coda relativi all'edizione italiana (sempre in giallo, però il font è diverso, anche se simile), ed una volta esauriti essi, vengono trasmessi i titoli di coda americani, con velocità accelerata. Fino alla stagione 22 i titoli di coda con i doppiatori americani (quelli riportanti "Starring") venivano saltati, mentre dalla stagione 23 vengono trasmessi anch'essi. Le gag presenti nella sigla di coda vengono doppiate in italiano, e non saltate.
Terminati i titoli di coda viene trasmesso il bumper della Gracie Films, seguito da quello della 20th Century Studios.
Nell'edizione italiana è raro vedere i titoli di coda italiani al completo, visto che le emittenti Mediaset spesso tagliano dopo pochi secondi le sigle di coda per lasciar spazio alla pubblicità, eccetto se ci sono gag.
Il tema utilizzato generalmente per i titoli di coda è una versione riarrangiata del tema de I Simpson di Danny Elfman, anche se che per diversi episodi vengono utilizzate altre canzoni cantate dai protagonisti del cartone.

#### Special di Halloween
La paura fa novanta (Treehouse of Horror) è una serie di episodi dei Simpson che ricorrono in ogni stagione (tranne la prima) in occasione della festa di Halloween, il 31 ottobre. Questi episodi sono divisi in tre corti, le cui trame non seguono il canone originale della serie. Negli episodi infatti i protagonisti del cartone sono coinvolti in situazioni il cui genere va dall'horror alla fantascienza e al soprannaturale; spesso questi brevi episodi nascono come parodia di romanzi, film e serie televisive appartenenti a questi generi.
I normali personaggi interpretano ruoli speciali. Infatti, molto spesso, il ruolo del cattivo di turno (che può per esempio essere uno zombie, un vampiro, o un serial killer) è interpretato da personaggi che hanno qualche affinità con queste figure (un esempio è il ruolo del signor Burns, che ha interpretato, fra gli altri, una parodia del conte Dracula) o ne differiscono totalmente (per esempio, Ned Flanders ha interpretato il Diavolo in persona in La paura fa novanta IV). Inoltre, solo in questi episodi speciali fanno la loro comparsa personaggi come i bizzarri alieni Kang e Kodos.

#### Riferimenti alla cultura pop
La serie è, inoltre, particolarmente famosa per i riferimenti culturali e le citazioni che coprono un ampio spettro della cultura pop internazionale, specialmente quella americana (in particolare, sono presenti riferimenti, omaggi o parodie più o meno indirette di film, canzoni, o trasmissioni televisive). Ad esempio, in questa vasta gamma di citazioni e riferimenti al mondo reale, rilevante è la presenza della stessa Fox, più volte presa in giro dagli autori dello show.
Una celeberrima serie di gag ricorrenti è rappresentata dagli scherzi telefonici che Bart fa alla taverna di Boe, cui chiede se sono presenti persone dai nomi costruiti con molti "doppi sensi". Lo show è anche conosciuto per gag di tipo testuale (scritte divertenti come i nomi dei negozi, l'ordine del giorno del municipio affisso sui cartelli, o anche il programma della messa domenicale). Sono inoltre presenti le cosiddette gag del freeze frame, ovvero immagini o scritte divertenti che appaiono sullo schermo troppo velocemente per essere identificate normalmente, ma che possono essere visibili stoppando ad un preciso fotogramma la trasmissione.
Nella serie sono presenti diversi easter eggs: molte clip con protagonista McBain (ispirato ad Arnold Schwarzenegger), poliziotto tutto muscoli e col grilletto facile interpretato da Rainer Wolfcastle, che compaiono quando i Simpson guardano la TV, possono essere messe insieme per formare un intero film con una narrazione strutturata. In vari punti della serie, "A113" è stato utilizzato come numero di detenuti e foto segnaletiche per Krusty, Telespalla Bob e Bart. Il numero è un riferimento a una stanza dell'Istituto delle arti della California. Nella serie ci sono vari messaggi ironici nascosti nel linguaggio matematico, ad esempio quando qualche personaggio scrive dei numeri. Il nome del compositore della sigla della serie, Danny Elfman, è nascosto su una vetrina nei titoli di testa. I capelli e l'orecchio di Homer formano una "M" e una "G", che sono un riferimento al creatore, Matt Groening, il quale appare anche in versione cartoon in alcuni episodi. Krusty il Clown e Homer hanno una fisionomia identica poiché, inizialmente, il clown venne ideato come identità segreta del capofamiglia, ma l'idea venne rigettata per non creare confusione tra gli spettatori. Nella serie appaiono diverse parodie di personaggi famosi, film, serie TV (alcune dello stesso Groening), multinazionali e opere letterarie non accreditati, ad esempio Dustin Hoffman, Michael Jackson, Peter Griffin, Bender, Arancia meccanica, Quarto potere, Il trono di spade e la Apple.

### Crossover
Pochi sono gli episodi de I Simpson a presentare crossover di rilievo che vedono la presenza dei personaggi di altre sitcom animate: il primo caso riguarda i vari cameo del robot Bender, da Futurama, in alcune scene a partire dalla quattordicesima stagione in poi; nonostante questi appaia come personaggio principale nell'episodio Simpsorama assieme a tutti i protagonisti sia della sua serie che dei Simpson. Ultime serie ad aver incontrato i Simpson sono stati i personaggi de I Griffin all'interno dell'episodio E alla fine si incontrano della tredicesima stagione di quest'ultima serie animata e la LEGO all'interno dell'episodio Mattoncino come me della venticinquesima stagione (oltre al cameo di Milhouse nel film The LEGO Movie) e nel videogioco crossover di Traveller's Tales, LEGO Dimensions insieme a moltissime altre serie (tra cui Doctor Who, Il ritorno di Missione impossibile, Teen Titans Go!, Adventure Time, Sonic the Hedgehog, Beetlejuice - Spiritello porcello e tanti altri).

## Colonna sonora

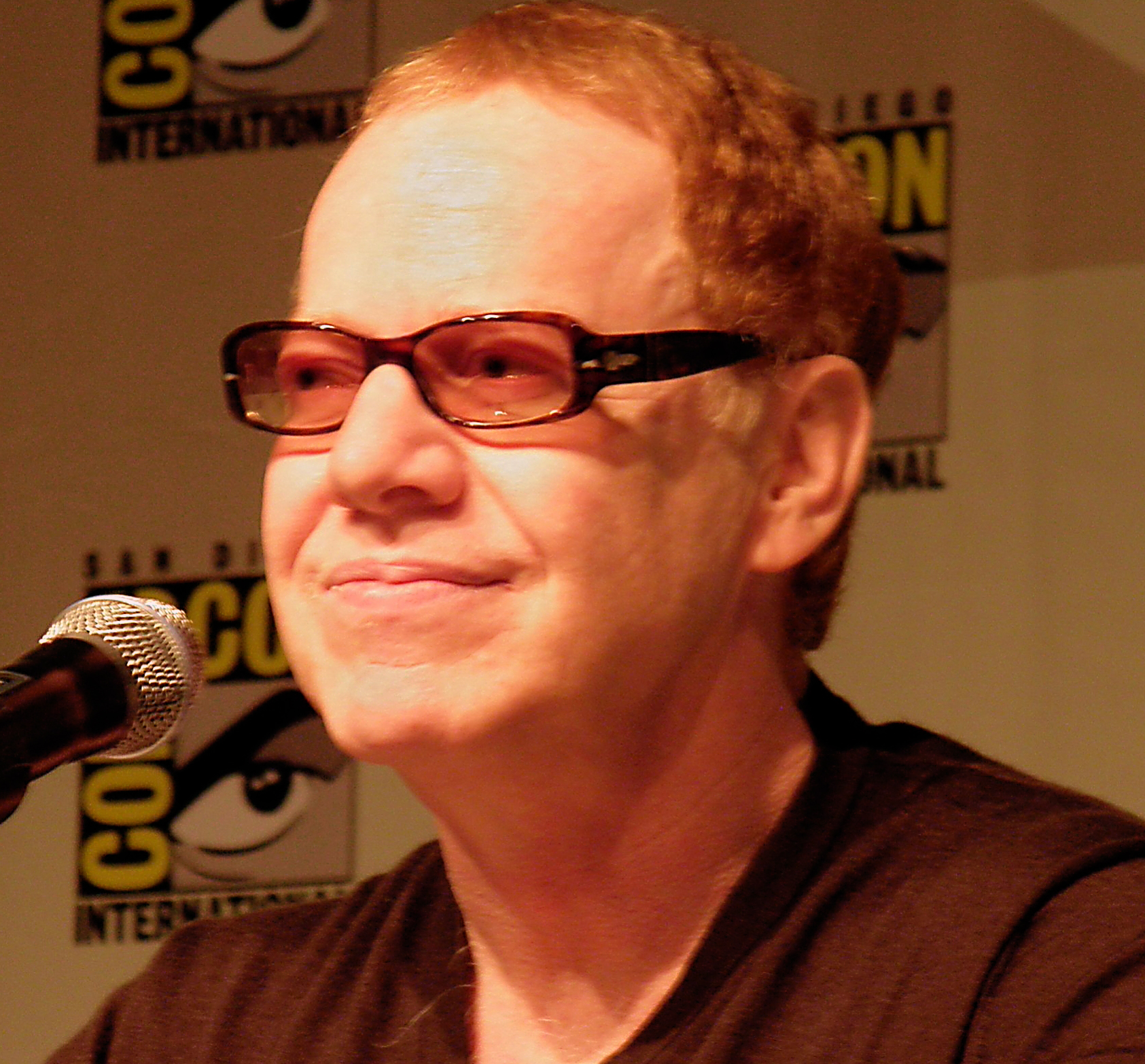
Il compositore Danny Elfman, autore della sigla d'apertura

Il tema musicale di apertura è stato composto da Danny Elfman mentre le musiche all'interno degli episodi sono composte da Alf Clausen. Oltre alle composizioni orchestrali, fanno parte della colonna sonora molte canzoni, originali e non. Sono stati pubblicati diversi album di musica originale, fin dalla messa in onda della seconda stagione, come ad esempio Songs in the Key of Springfield e Go Simpsonic with The Simpsons.
Molte canzoni sono state composte con lo scopo di una futura uscita su CD singolo o di un album, e molte di queste non sono presenti nello show. Il singolo più conosciuto è "Do the Bartman", co-scritto e prodotto da Michael Jackson, singolo pubblicato nel novembre del 1990 e divenuto un successo internazionale, arrivato alla posizione numero 1 nella UK Singles Chart dove è rimasto per tre settimane, diventando disco d'oro. Un secondo singolo prodotto da DJ Jazzy Jeff, Deep, Deep Trouble fu pubblicato l'anno seguente. Altri album tratti dalla serie, come The Simpsons Sing the Blues e The Yellow Album, pubblicati nella seconda metà degli anni novanta, contengono diverse cover, come anche diverse composizioni originali.

## Distribuzione

### Trasmissione internazionale
| Paese                 | Lingua                             | Canali                                                                    | Canali |
| Paese                 | Lingua                             | Prima TV                                                                  | Repliche |
| --------------------- | ---------------------------------- | ------------------------------------------------------------------------- | --- |
| Stati Uniti d'America | Inglese                            | Fox                                                                       | Fox FX FXX MyNetworkTV Freeform Disney+ (dal 2019)                                                                           |
| Italia                | Italiano                           | Canale 5 (1991-1996) Italia 1 (1997-in corso) Disney+ (ep. 29x4)          | Italia 1 JTV (1997) Fox (2003-2022) Fox Animation (2014-2019) Mediaset 20 (2021) Italia 2 (2022) Disney+ (dal 24 marzo 2020) |
| Spagna                | Spagnolo (Spagna)                  | La 1 (ep. 1x13) La 2 (ep. 1x1-1x12, 2x1-3x24) ? (st. 4) Antena 3 (st. 5+) | La 2 (1991-1994) Antena 3 Fox Spagna Neox Disney+ (dal 2020)                                                                 |
| Messico               | Spagnolo (America Latina)          | Canal 5 (ep. 1x1) Azteca 13 (1991-1993) Azteca 7(dal 1993)                | Azteca 13 Azteca 7 |
| Costa Rica            | Spagnolo (America Latina)          | Telecentro Canal 6 (1992-1995) Repretel (1996-2013) Canal 9 (2013-2015)   | Telecentro Canal 6 Repretel Canal 9                                                                                          |
| Canada                | Inglese                            | Global                                                                    | Global CBC Television The Comedy Network Teletoon                                                                            |
| Canada                | Francese (Québec)                  | TQS (fino al 2003) Télétoon (dal 2005)                                    | TQS Télétoon (dal 2005) |
| Francia               | Francese                           | Canal+ (st. 1-23) W9 (st. 24+)                                            | Canal+ (dal 1992) France 3 (dal 1993) M6 (2007-2008) Canal+ Family (2007-2017) W9 (dal 2006)                                 |
| Belgio                | Francese                           | Club RTL (ep. 24x1-25x22) Plug RTL (ep. 26x1+)                            | Club RTL Plug RTL |
| Germania              | Tedesco                            | ZDF (ep. 1x1-3x23, 4x2) ProSieben (ep 3x24-4x1, 4x3+)                     | ZDF ProSieben |
| Corea del Sud         | Inglese (sottotitolato in Coreano) | KBS 1TV                                                                   | KBS 1TV |
| Giappone              | Giapponese                         | WOWOW(st. 1-12) Fox (st. 13+)                                             | Fox Disney+ (dal 2021) |

### Edizioni home video
| Stagione                 | Episodi in America | Episodi in Europa | Episodi in Italia | Edizione originale | Edizione originale | Edizione italiana |
| Stagione                 | Episodi in America | Episodi in Europa | Episodi in Italia | Uscita in America  | Uscita in Europa   | Uscita in Italia  |
| ------------------------ | ------------------ | ----------------- | ----------------- | ------------------ | ------------------ | ----------------- |
| Prima stagione           | 13                 | 13                | 13                | 25 settembre 2001  | 24 settembre 2001  | 16 gennaio 2002   |
| Seconda stagione         | 22                 | 22                | 22                | 6 agosto 2002      | 8 luglio 2002      | 16 settembre 2002 |
| Terza stagione           | 24                 | 24                | 24                | 26 agosto 2003     | 6 ottobre 2003     | 2003              |
| Quarta stagione          | 22                 | 22                | 22                | 15 giugno 2004     | 2 agosto 2004      | 14 luglio 2005    |
| Quinta stagione          | 22                 | 22                | 22                | 21 dicembre 2004   | 21 marzo 2005      | 4 ottobre 2005    |
| Sesta stagione           | 25                 | 25                | 25                | 16 agosto 2005     | 17 ottobre 2005    | 20 gennaio 2006   |
| Settima stagione         | 25                 | 25                | 25                | 13 dicembre 2005   | 30 gennaio 2006    | 18 aprile 2006    |
| Ottava stagione          | 25                 | 25                | 25                | 15 agosto 2006     | 2 ottobre 2006     | 11 ottobre 2006   |
| Nona stagione            | 25                 | 25                | 25                | 19 dicembre 2006   | 29 gennaio 2007    | 2007              |
| Decima stagione          | 23                 | 23                | 23                | 7 agosto 2007      | 10 settembre 2007  | 10 ottobre 2007   |
| Undicesima stagione      | 22                 | 22                | 22                | 7 ottobre 2008     | 6 ottobre 2008     | ottobre 2008      |
| Dodicesima stagione      | 21                 | 21                | 21                | 18 agosto 2009     | 28 settembre 2009  | 16 settembre 2009 |
| Tredicesima stagione     | 22                 | 22                | 22                | 24 agosto 2010     | 20 settembre 2010  | 2 luglio 2010     |
| Quattordicesima stagione | 22                 | 22                | 22                | 6 dicembre 2011    | 10 ottobre 2011    | 16 novembre 2011  |
| Quindicesima stagione    | 22                 | 22                | 22                | 4 dicembre 2012    | 3 dicembre 2012    | 5 dicembre 2012   |
| Sedicesima stagione      | 21                 | 21                | 21                | 3 dicembre 2013    | 2 dicembre 2013    | 23 dicembre 2013  |
| Diciassettesima stagione | 22                 | 22                | 22                | 2 dicembre 2014    | 1º dicembre 2014   | 15 dicembre 2014  |
| Diciottesima stagione    | 22                 | 22                | 22                | 5 dicembre 2017    | 11 dicembre 2017   | ?                 |
| Diciannovesima stagione  | 20                 | 20                | 20                | 3 dicembre 2019    | 2 dicembre 2019    | ?                 |
| Ventesima stagione       | 21                 | 21                | 21                | 12 gennaio 2010    | 17 settembre 2010  | 27 ottobre 2010   |

### Doppiaggio
Di seguito sono elencati i personaggi e i doppiatori principali:
| Personaggio           | Voce originale                                                                          | Doppiatore italiano                                                                   |
| --------------------- | --------------------------------------------------------------------------------------- | ------------------------------------------------------------------------------------- |
| Homer Simpson         | Dan Castellaneta                                                                        | Tonino Accolla (st. 1-23) Massimo Lopez (st. 24+)                                     |
| Marge Simpson         | Julie Kavner                                                                            | Liù Bosisio (st. 1-22) Sonia Scotti (st. 23+)                                         |
| Bart Simpson          | Nancy Cartwright                                                                        | Ilaria Stagni (st. 1-22) Francesca Guadagno (ep. 6x13, 6x14) Gaia Bolognesi (st. 23+) |
| Lisa Simpson          | Yeardley Smith                                                                          | Monica Ward                                                                           |
| Maggie Simpson        | Nancy Cartwright (voce principale) Elizabeth Taylor (ep. 4x10) Jodie Foster (ep. 20x20) | Monica Ward Laura Boccanera (ep. 20x20) Serena Cianfriglia (st. 27)                   |
| Nonno Abraham Simpson | Dan Castellaneta                                                                        | Mario Milita (st.1-22) Mino Caprio (st.23+) Dante Biagioni (ep. 23x01, 23x11)         |

L'edizione italiana è curata da Ludovica Bonanome per Mediaset per le prime trentadue stagioni, e a partire dalla trentatreesima da Tiziana Piro (nei titoli di coda delle prime cinque stagioni, l'indicazione della responsabile dell'edizione italiana non veniva riportata, limitandosi così a riportare il solo studio di doppiaggio). Lo studio di doppiaggio e il direttore variano a seconda delle stagioni: comunque, per la maggior parte il doppiaggio è stato diretto da Tonino Accolla. Altri direttori che si sono avvicendati nel corso degli anni sono: Danilo De Girolamo, Teo Bellia, Pino Insegno, Francesca Draghetti, Giorgio Lopez, Massimo Giuliani, Gianni Bonagura (non accreditato), Susanna Javicoli (non accreditata), Fabrizio Mazzotta (non accreditato), Massimo Corvo (non accreditato), Laura Boccanera (non accreditata), Davide Lepore, Monica Ward (st. 24+), Ilaria Stagni, Anton Giulio Castagna (non accreditato), Roberta Paladini, Connie Bismuto, Claudia Razzi (non accreditata) e Francesca Guadagno.
I dialoghi invece nelle prime ventitré stagioni sono stati curati da Tonino Accolla (tranne in alcune eccezioni da Elettra Caporello), mentre a partire dalla ventiquattresima stagione vengono realizzati da Cecilia Gonnelli, che aveva già lavorato per diversi anni nella serie come traduttrice. Gonnelli è coaudivata da Elena di Carlo (a partire dalla ventottesima stagione) e da Silvia Bossi (a partire dalla trentaduesima).
| Elenco degli studi che hanno doppiato l'edizione italiana de I Simpson | Elenco degli studi che hanno doppiato l'edizione italiana de I Simpson |
| Stagioni                                                               | Studio di doppiaggio                                                   |
| ---------------------------------------------------------------------- | ---------------------------------------------------------------------- |
| 1-4x01-2                                                               | Cinema Cinema                                                          |
| 4, 18-31                                                               | SEDIF                                                                  |
| 5                                                                      | LY.DE.V. e SEDIF (ep. 1-2)                                             |
| 6-10                                                                   | Art Collage e LY.DE.V (ep. 1-2, 4-8, 11-17, 19-21, 23-25)              |
| 11-12, 15-16                                                           | C.D. Cine Doppiaggi                                                    |
| 13-14                                                                  | Multimedia Network                                                     |
| 17                                                                     | C.V.D.                                                                 |
| 32-in corso                                                            | Pumais Due                                                             |

### Censura
La serie, a causa dei temi trattati, è incorsa più volte nella censura da parte delle emittenti o anche dei governi dei paesi esteri. La Fox non ha mai adottato politiche di censura sulla serie, anche se in varie occasioni i produttori hanno chiesto a Matt Groening, creatore della serie, dei tagli prima della messa in onda dell'episodio. Lo show ha subito censure anche in Gran Bretagna, Venezuela, Argentina, ed è stato bandito in Russia e in Cina (in quest'ultima nazione è stato successivamente mandato in streaming a partire dal 2014). In Giappone, l'ultimo episodio della decima stagione, intitolato Da Tokyo con orrore non è mai stato mandato in onda, a causa del ritratto comico di alcune icone e figure sacre, come l'Imperatore del Giappone Akihito, e non è presente nell'edizione locale in DVD della decima stagione.
Particolare è stato anche il caso del primo episodio della terza stagione Papà-zzo da legare. Nel 2019 Fox annuncia di interromperne la distribuzione per via delle accuse di presunta pedofilia rivolte a Michael Jackson, il quale aveva doppiato in quella puntata il personaggio di Leon Kompowsky.
In Italia, invece, a differenza di quanto accaduto ad altre molte serie animate americane per adulti, come South Park, I Griffin, American Dad! e alcuni anime trasmessi dalle reti Mediaset, la serie non ha subito censure di rilievo, anche se sono stati alleggeriti più dialoghi e alcuni episodi non sono andati in onda in fascia pomeridiana. Il primo caso da segnalare riguarda l'episodio L'erba di Homer, che tratta tematiche riguardanti la marijuana e i suoi effetti, la cui visione è stata vietata ai minori di 14 anni negli Stati Uniti d'America; in Italia è stato trasmesso solo in seconda serata, il 2 febbraio 2004, a differenza degli altri episodi della tredicesima stagione trasmessi durante la regolare programmazione pomeridiana nell'ottobre 2003 e riproposti più volte in replica sempre saltando l'episodio in questione, che è stato trasmesso sporadicamente negli anni nella fascia notturna. L'episodio Gay, un invito a nozze, che parla di unioni omosessuali, è stato trasmesso regolarmente in prima visione l'8 marzo 2006 assieme a un gruppo di alcuni episodi inediti della sedicesima stagione ed è stato replicato fino al 2009; tuttavia in seguito non è stato più riproposto per i temi affrontati. Da segnalare anche l'episodio Funerale per un cattivo, in cui la figura di Gesù viene inserita fra i criminali diventati più famosi dopo la morte, censura applicata solo su Mediaset. Un ulteriore caso riguarda l'episodio La paura fa novanta XXVIII, non trasmesso nel corso della programmazione inedita della ventinovesima stagione da parte Mediaset per via delle tematiche religiose affrontate e per la crudezza del segmento MMM... Homer: esso è stato reso disponibile su Disney+ dal 23 marzo 2020, mentre Italia 1 lo ha trasmesso il 20 febbraio 2021 in seconda serata del sabato. Nel primo episodio della serie, Un Natale da cani, la canzoncina natalizia di Bart, che in originale diceva "Jingle Bells, Batman smells..." ("Jingle bells, Batman puzza...") è diventata nel doppiaggio italiano "Jingle Bells, Batman gay...": la battuta è stata rimossa da Disney+ lasciando la canzone in inglese.

### Trasmissione in Italia
In Italia la serie è stata acquistata dal gruppo Fininvest, in seguito Mediaset, che ha ospitato la prima TV italiana di quasi tutti gli episodi, prima su Canale 5 e poi su Italia 1. Nonostante si trattasse di un cartone animato, I Simpson fin da subito fu trattata alla pari di una serie TV destinata a un pubblico generalista: non ha mai fatto parte della fascia ragazzi gestita allora da Alessandra Valeri Manera, e alcune guide TV la classificavano come telefilm o sit-com.
La prima puntata trasmessa fu Bart, il genio, andata in onda su Canale 5 il 1º ottobre 1991 (il vero primo episodio della serie, Un Natale da cani, venne rimandato al 24 dicembre dello stesso anno come speciale natalizio). I restanti episodi della prima e di parte della seconda stagione proseguirono sulla stessa emittente, di solito a cadenza settimanale ogni martedì alle 22:30, senza rispettare l'ordine di trasmissione originale. A partire dall'autunno 1992 e fino all'estate 1996 i nuovi episodi, fino a gran parte della settima stagione, continuarono sempre su Canale 5 in seconda serata, in ordine non sempre regolare e saltando alcune puntate (che verranno recuperate a partire dal 1998). La stessa emittente ospitava alcune repliche, in collocazione molto variabile: inizialmente la domenica a mezzogiorno, poi dal lunedì al venerdì alle 15:30 (nella mezz'ora precedente a Bim bum bam).
Dal 20 ottobre 1997 I Simpson si spostò su Italia 1 nei giorni feriali e all'ora di pranzo (in sostituzione de Le Iene, che in seguito ai bassi ascolti fu trasferito in seconda serata). Da allora la serie riscosse ottimi ascolti tra il pubblico, e ha mantenuto quella collocazione nel palinsesto, alternando regolarmente repliche e nuovi episodi, diventando uno dei programmi di punta della seconda rete Mediaset. Grazie al successo de I Simpson, Mediaset ha scelto di far esordire nella stessa fascia dell'ora di pranzo altre sitcom animate statunitensi, tra cui Futurama, I Griffin e South Park.
Curiosamente, due settimane prima dell'esordio de I Simpson su Italia 1, la syndication JTV (la cui programmazione era fornita prevalentemente da Publitalia, società del gruppo Mediaset) iniziò dal 6 ottobre 1997 a replicare le prime tre stagioni della serie, trasmettendo gli episodi in ordine di produzione (furono quindi inclusi i primi due episodi della quarta stagione, perché appartenenti alla serie di produzione della terza); la cadenza era da lunedì a venerdì, mentre l'orario variava a seconda delle esigenze di ogni emittente affiliata. Questa trasmissione terminò il 31 dicembre 1997.
Tra il 31 luglio 2003 e il 1° luglio 2022, la serie andò in onda anche nell'edizione italiana del canale Fox presente nella piattaforma Sky Italia. Sebbene I Simpson siano una produzione Fox, su questo canale andavano in onda solo le repliche, perché gli episodi inediti venivano trasmessi in prima visione su Italia 1.
Dal 3 dicembre 2007 al 30 marzo 2012 (eccetto che per un periodo di circa un anno tra il 2008 e il 2009 e tra il 2011 e il 2012), Italia 1 ha spesso proposto I Simpson nella fascia preserale (in orario variabile tra le 19:25 e le 20:05), talvolta sopprimendo temporaneamente la fascia pomeridiana: oltre a diverse repliche, sono andate in onda in prima TV in questa collocazione le stagioni dalla diciottesima alla ventiduesima, solitamente tra gennaio e febbraio (o febbraio e marzo) di ogni anno dal 2008 al 2012. Le stagioni seguenti hanno ripreso a debuttare e ad essere replicate nella fascia dell'ora di pranzo, con alcune eccezioni.
Fino al 2009 (eccetto nel 2002 e 2003) le repliche de I Simpson su Italia 1 erano interrotte durante il periodo estivo; dal 2010 al 2024 la rete li trasmette anche per tutta l'estate.
Dal 7 aprile al 6 maggio 2014, gli episodi inediti della ventiquattresima stagione vengono collocati nell'insolita collocazione delle 18:00, per scelta dell'allora direttore Luca Tiraboschi, nel tentativo di rinnovamento del palinsesto pomeridiano della rete. Dal 9 gennaio al 10 luglio 2021, va in onda nella fascia della seconda serata del sabato, dapprima con quattro episodi nel mese di gennaio, per poi passare a tre nel mese di febbraio e nel mese di giugno a due per serata.
Dal 23 agosto al 19 ottobre 2021, I Simpson vanno in onda anche sul 20, con due episodi trasmessi sia nella fascia della tarda mattinata sia nella fascia preserale, dal lunedì al venerdì. Dal 19 al 30 settembre 2022 compaiono nella fascia notturna di Italia 2, con cinque/sei episodi in onda giornalmente.
Dal luglio 2016 Italia 1 inizia a proporre alcune vecchie stagioni della serie in versione rimasterizzata in alta definizione e con l'immagine ritagliata in 16:9. Le prime stagioni interessate da questo restauro sono la decima e l'undicesima, e progressivamente lo stesso trattamento si estende a molti altri episodi degli anni novanta. Per diversi anni si alternano in replica stagioni rimasterizzate e altre trasmesse in 4:3 con i vecchi master italiani.
Da marzo 2020 tutti gli episodi de I Simpson realizzati sono disponibili su Disney+. Inizialmente le prime 19 stagioni erano disponibili solamente nella versione in 16:9 con l'immagine ritagliata; dal 28 maggio è stata aggiunta la possibilità di visualizzarli nel formato originale 4:3.
Dal 2025, in occasione del loro ritorno dopo un mese di assenza, tutti gli episodi della serie è disponibile per la prima volta su Mediaset Infinity.

#### Adattamento
Nell'edizione italiana, quasi tutte le scritte in inglese venivano tradotte in italiano coprendo interamente quelle originali: nelle stagioni più recenti talvolta le scritte vengono solamente sottotitolate. La frase che Bart scrive alla lavagna resta in inglese ma viene letta in italiano dalla sua doppiatrice: nella versione originale la scritta viene solamente inquadrata.
Nella versione restaurata delle vecchie stagioni introdotta a partire da luglio 2016, le vecchie post-produzioni italiane scompaiono e le scritte restano in inglese, corredate di sottotitoli quando necessario. Il titolo della serie, che mostrava sempre il cartello italiano "I Simpson", presenta ora il logo originale "The Simpsons", con "I Simpson" come sottotitolo. (Anche nelle stagioni più recenti, a causa della crescente complessità delle gag visive nella sigla iniziale, il titolo non viene più sostituito.)
Vengono modificati alcuni nomi dei personaggi: i più evidenti sono Moe che diventa Boe e nelle stagioni più recenti Boh (costringendo alla modifica dell'insegna del suo bar), il cognome Krabappel che diventa Caprapall e anche il cognome Wiggum che diventa Winchester. Gli aggettivi o titoli nel nome di alcuni personaggi vengono tradotti in italiano (ad esempio Fat Tony diventa Tony Ciccione); in particolare Sideshow Bob diventa Telespalla Bob e Sideshow Mel diventa Telespalla Mel, sebbene la parola telespalla non esista nel vocabolario italiano.
Alcuni personaggi vengono doppiati con un accento dei dialetti locali italiani.

## Accoglienza

### Critica
I Simpson sono stati a lungo lodati da vari critici americani come "lo spettacolo televisivo più irriverente e impertinente mai andato in onda". Nel 1990 la rivista statunitense Entertainment Weekly lo definì come "la rappresentazione della famiglia americana più complessa, disegnata come semplice cartone animato. È questo paradosso a portare via milioni di telespettatori dai tre principali network per concentrarsi su I Simpson". Ken Tucker, autore dell'articolo, aggiunse in seguito che lo show è "un fenomeno pop-culturale, un cartone da prima serata che attira l'intera famiglia".
Per anni i critici hanno lodato I Simpson per il loro spirito, realismo ed intelligenza dei dialoghi; tuttavia, all'inizio degli anni duemila lo show iniziò a cambiare a tal punto che molti critici lo definirono "stanco" e i fan iniziarono a disilludersi, interpretando il nuovo tono umoristico della serie come decadente. Il 16 febbraio 2003, dopo la celebrazione del 300º episodio dello show, USA Today pubblicò una lista delle puntate preferite dagli sceneggiatori de I Simpson: l'episodio più recente era La fobia di Homer del 1997; anche all'interno del cast di doppiatori ci furono dei malumori, tanto che in un'intervista del 2004 Harry Shearer dichiarò di ritenere le ultime stagioni tra le peggiori.
Nonostante le critiche ed un vertiginoso calo di ascolti (la prima stagione vantava più di 13 milioni di spettatori per episodio, mentre la diciassettesima ha avuto una media inferiore ai 9 milioni), I Simpson hanno continuato ad andare avanti alla ricerca di nuovi fan. Nell'aprile del 2005 Matt Groening affermò che la serie sarebbe arrivata a 366 episodi, uno per ogni giorno dell'anno, bisestile compreso. Ma nell'aprile dell'anno successivo Groening, rispondendo alle critiche mossegli dalla stampa disse: "Onestamente non vedo una fine in vista. Penso sia probabile che lo show, dal punto di vista finanziario, possa diventare sempre più complesso, ma attualmente, dal punto di vista della creatività, lo show è buono tanto quanto prima, se non migliore. L'animazione è incredibilmente dettagliata e fantasiosa e ci sono storie che raccontano cose che non avevamo mai fatto prima. Quindi, dal punto di vista creativo, non c'è ragione di chiudere lo show".

### Riconoscimenti e primati

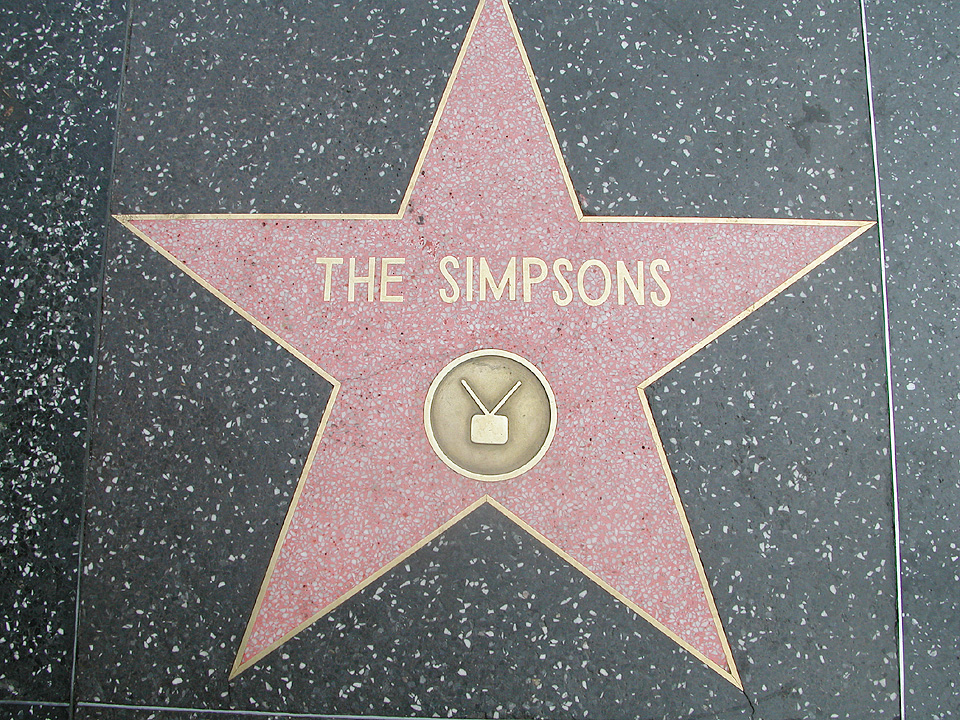
I Simpson sulla Hollywood Walk of Fame

I Simpson hanno vinto dozzine di premi dal debutto della serie televisiva, tra cui 34 Emmy Awards. Nel 1999 la rivista statunitense TIME li definì come la miglior serie televisiva del secolo e, nella stessa rivista, Bart Simpson venne inserito nella lista dei 100 personaggi più influenti del secolo scorso. Il 14 gennaio del 2000 la fama de I Simpson è stata premiata con una stella nella Hollywood Walk of Fame.
Il 9 febbraio 1997, con l'episodio Lo show di Grattachecca e Fichetto e Pucci, I Simpson ha sorpassato I Flintstones come più longeva serie animata statunitense trasmessa in prima serata. Nel gennaio 2003 la Fox ha annunciato la continuazione degli episodi fino a tutto il 2005, rendendo I Simpson la sitcom americana (animata o live action) con il maggior numero di stagioni prodotte. È, inoltre, la serie con il maggior numero di episodi mai trasmessa negli Stati Uniti.
La diciottesima stagione si è conclusa con uno speciale di un'ora composto da due episodi, 24 minuti e Non puoi sempre dire quello Kent ti pare, il 500º episodio. Il 2007 ha inoltre portato alla celebrazione del ventesimo anniversario dalla nascita del marchio dei Simpson. Con la trasmissione della ventunesima stagione, la serie ha superato il record di stagioni prodotte per una serie statunitense in onda nel prime time, le 20 di Gunsmoke e Law & Order - I due volti della giustizia.

## Impatto culturale

### Influenza sulla televisione
Negli Stati Uniti d'America I Simpson furono la prima serie animata ad essere programmata in prima serata dai tempi de Gli antenati. Questo perché durante gli anni ottanta si pensava che i cartoni fossero esclusivamente destinati ad un pubblico di bambini. Per giunta, era troppo costoso produrre cartoni dalla qualità sufficientemente alta per la prima serata, ma I Simpson cambiarono questa percezione. L'uso degli studi di animazione sudcoreani abbassò notevolmente i costi di produzione. Questo fatto portò al boom di serie animate da prima serata a partire da metà anni novanta come South Park, Futurama, King of the Hill e I Griffin.
I Simpson hanno avuto una forte influenza anche su telefilm e sitcom: i creatori di serie come Malcolm, The Office e La vita secondo Jim hanno ammesso il loro "debito" con lo show. Alla fine del 2009 è iniziata la messa in onda di una nuova serie animata georgiana, Samsonadzeebi, il cui autore, Shalva Ramishvili, ha ammesso di essersi fortemente ispirato alla serie originaria; le somiglianze principali sono il colore giallo della pelle dei personaggi e il cognome Samsonadze è abbastanza diffuso in Georgia, come lo è Simpson negli Stati Uniti, ma a differenza della versione americana, i figli sono due invece che tre e non ci saranno riferimenti alla politica interna locale. Nella serie Minority Report, basata sull'omonimo film, all'inizio della puntata pilota, ambientata nel 2065, si ironizza sulla serie, mostrando un messaggio di congratulazioni per la sua settantacinquesima stagione.

### Influenza sul linguaggio
Molti neologismi coniati ne I Simpson sono divenuti particolarmente popolari. La più famosa è l'esclamazione di Homer «D'oh!», tanto popolare da essere stata inserita nell'Oxford English Dictionary, ma senza l'apostrofo.
Questa esclamazione non è stata ideata ne I Simpson, ma proviene da un copione del 1945 appartenente all'emittente BBC Radio nel quale era scritta la parola "dooh". Dan Castellaneta, doppiatore di Homer Simpson nella versione originale, ha detto di aver preso in prestito la parola da James Finlayson, un attore dei primi film di Stanlio e Ollio, che la pronunciava più lentamente e con un tono più piagnucoloso. Il regista de I Simpson chiese successivamente a Castellaneta di accorciare la pronuncia, e il risultato fu la conosciutissima esclamazione.
Anche altre espressioni sono divenute popolari: «Eccellente!» pronunciata da Montgomery Burns; il trionfante «Mi-ti-co!» («Woohoo!» nella versione originale) di Homer, il derisorio «Ha-ha!» pronunciata da Nelson Muntz e «ciucciati il calzino» («eat my shorts») di Bart. La sbeffeggiante definizione dei francesi data dal giardiniere Willie di «arrendevoli scimmie mangia-formaggio» è stata usata dal settimanale statunitense di stampo conservatore National Review quando, nel 2003, la Francia si oppose alla guerra in Iraq. Questa frase fu poi ripresa da altre testate.
"Cromolento" ("Cromulent", in originale), una parola usata in Lisa l'iconoclasta è da allora apparsa nel "Webster's New Millennium Dictionary of English". "Kwyjibo", una parola inventata da Bart durante una partita a Scrabble nell'episodio Bart, il genio, è uno dei nomi con cui è identificato il creatore del worm "Melissa". «Do il benvenuto ai nostri insetti signori supremi» (in originale «I, for one, welcome our new insect overlords»), frase pronunciata da Kent Brockman in Homer nello spazio profondo è stata usata più volte dai media Usa, come il periodico New Scientist, per esprimere scherzosamente la più totale sottomissione a qualcuno.

## Altri media

### Videogiochi
Le avventure dei Simpson sono state adattate in diversi videogiochi.
| Nº | Titolo                                                | Data di uscita    |
| -- | ----------------------------------------------------- | ----------------- |
| 1  | The Simpsons                                          | 4 marzo 1991      |
| 2  | The Simpsons: Bart vs. the Space Mutants              | aprile 1991       |
| 3  | Bart Simpson's Escape from Camp Deadly                | 1991              |
| 4  | The Simpsons: Bart vs. the World                      | 31 dicembre 1991  |
| 5  | Bart's House of Weirdness                             | 1992              |
| 6  | The Simpsons: Bart vs Juggernauts                     | 1992              |
| 7  | Bartman Meets Radioactive Man                         | 1992              |
| 8  | Bart's Nightmare                                      | 1992              |
| 9  | The Itchy & Scratchy Game                             | 1992              |
| 10 | Krusty's Fun House                                    | 1992              |
| 11 | Virtual Bart                                          | 30 settembre 1994 |
| 12 | Itchy & Scratchy in Miniature Golf Madness            | novembre 1994     |
| 13 | The Simpsons: Bart & the Beanstalk                    | 1995              |
| 14 | Cartoon Studio                                        | luglio 1996       |
| 15 | Virtual Springfield                                   | 1997              |
| 16 | The Simpsons: Night of the Living Treehouse of Horror | 21 marzo 2001     |
| 17 | The Simpsons Wrestling                                | 4 aprile 2001     |
| 18 | The Simpsons Road Rage                                | 20 novembre 2001  |
| 19 | The Simpsons Skateboarding                            | 12 novembre 2002  |
| 20 | The Simpsons Hit & Run                                | 16 settembre 2003 |
| 21 | I Simpson - Il videogioco                             | 30 ottobre 2007   |
| 22 | I Simpson - Fusione imminente                         | 2007              |
| 23 | Itchy and Scratchy Land                               | 2009              |
| 24 | The Simpsons Arcade                                   | dicembre 2009     |
| 25 | I Simpson: Springfield                                | 29 febbraio 2012  |
| 26 | LEGO Dimensions                                       | 9 settembre 2016  |

### Documentario
| Nº | Titolo                                                  | Prima TV originale | Prima TV italiana |
| -- | ------------------------------------------------------- | ------------------ | ----------------- |
| 1  | The Simpsons 20th Anniversary Special - In 3-D! On Ice! | 10 gennaio 2010    | Inedito           |

### Fumetti
I Simpson sono anche un fumetto, Simpsons Comics, pubblicato in USA da Bongo Comics ed in Italia da Panini Comics. I primi 32 numeri sono però stati pubblicati da Edizioni Macchia Nera, sotto il nome I Simpson, mentre i numeri dal 33 al 40 da Dino Comics. Sono state pubblicate, parallelamente alla serie principale, anche vari spin-off e numeri speciali. Alcune storie dei fumetti sono in parte inedite, invece le altre sono ispirate agli episodi.

### Musica
Delle raccolte di musica originale nella serie sono state pubblicate negli album Songs in the Key of Springfield, Go Simpsonic with The Simpsons e The Simpsons: Testify. Diverse canzoni sono state registrate con lo scopo di una futura pubblicazione tramite singolo o album e non sono state presenti nella serie. L'album The Simpsons Sing the Blues fu pubblicato nel settembre 1990 e fu un successo, raggiungendo il terzo posto nella Billboard 200 e diventando disco di platino. Il primo singolo fu Do the Bartman, cantata da Nancy Cartwright e pubblicato il 20 novembre 1990. La canzone fu scritta da Michael Jackson, sebbene non ricevette nessun credito poiché la superstar era già sotto contratto con un'altra casa discografica all'epoca.

### Merchandising

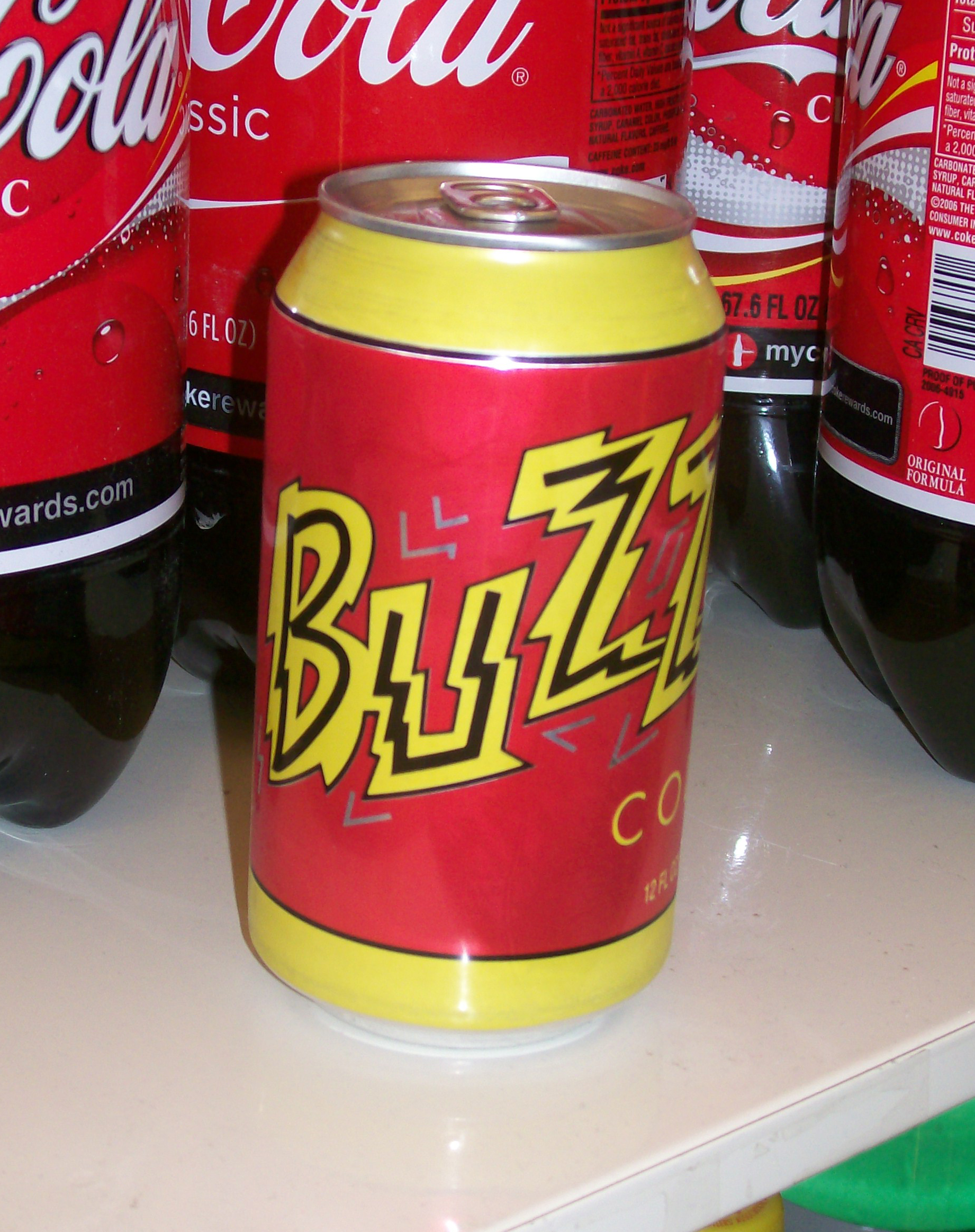
La Buzz Cola, messa in commercio in America come parte della promozione per l'uscita del film

Il merchandising legato alla serie ha raggiunto un giro di affari di diversi miliardi di dollari. I membri della famiglia e diversi personaggi secondari sono stati riprodotti in T-shirt (nella quale Bart è il più rappresentato), poster, pupazzi, ecc.
La serie ha ispirato nuovi giochi (come il gioco di carte The Simpsons Trading Card Game) o edizioni speciali di giochi da tavolo, come Monopoly, Cluedo e Scarabeo. Inoltre, fin dal 1990 sono state vendute anche diverse collezioni di action figure raffiguranti i principali personaggi della serie, spesso corredate da accessori. Per esempio, Bart è dotato della sua caratteristica fionda, mentre Homer è venduto insieme alla riproduzione di una ciambella. Negli USA, in occasione dell'uscita del film, la catena di negozi 7-Eleven ha trasformato 12 propri negozi in Jet Market, in cui venivano venduti alcuni degli alimenti ideati nella serie (i cereali "Krusty-O", la bevanda "Slurp", la "Buzz Cola" e la "birra Duff").

### The Simpsons Ride

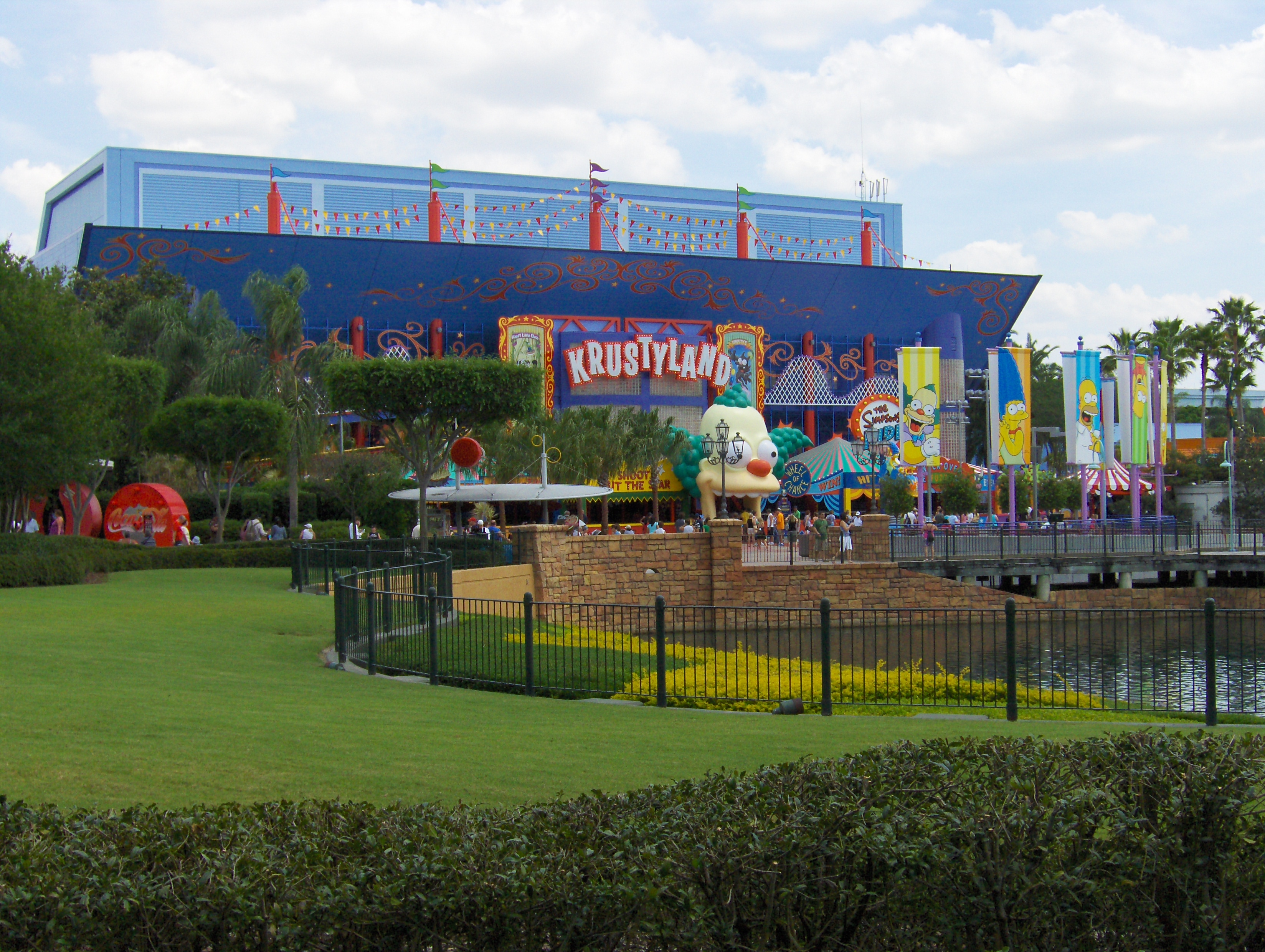
The Simpsons Ride agli Universal Studios Florida.

Nel 2007, è stato ufficialmente annunciato che The Simpsons Ride, un simulatore, sarebbe stato implementato nello Universal Orlando Resort e negli Universal Studios Hollywood. Ha ufficialmente aperto in Florida il 15 maggio 2008 e il 19 maggio 2008 a Hollywood. Nel simulatore, i clienti vengono introdotti in un parco a tema dei cartoni animati chiamato Krustyland costruito da Krusty il Clown. Però, Telespalla Bob è evaso dalla prigione per vendicarsi di Krusty e della famiglia Simpson. Sono presenti più di 24 personaggi regolari della serie e sono presenti i doppiatori regolari del cast, come Pamela Hayden, Russi Taylor e Kelsey Grammer. Harry Shearer non ha partecipato al simulatore, quindi nessuno dei suoi personaggi è presente.